# Cumberland City
Cumberland City est une municipalité américaine située dans le comté de Stewart au Tennessee.
Selon le recensement de 2010, Cumberland City compte 311 habitants. La municipalité s'étend sur 5,31 milles carrés (13,75 km2) dont 0,37 mille carré (0,96 km2) d'étendues d'eau.
La localité est fondée en 1814 par Nathan Thomas. Elle est d'abord appelée New Lisbon puis Bowling Green avant d'être renommée Cumberland City d'après le comté anglais ou la rivière qui arrose le bourg. Elle devient une municipalité en 1903.
Cumberland City accueille la centrale de Cumberland, une centrale à charbon gérée par la Tennessee Valley Authority et considérée comme l'un des sites industriels les plus polluants du pays,.